# Josef Treumann
Josef (auch: Joseph) Treumann (* 16. November 1846 in Ujest, Oberschlesien; † 31. Dezember 1901 in Brooklyn, New York City) war ein deutschamerikanischer Journalist und Schriftsteller.

## Leben
Treumann absolvierte eine kaufmännische Lehre und arbeitete anschließend auch einige Zeit in diesem Beruf. 1879 holte man ihn an die Handelskammer von Leipzig, wo er einige Zeit als Dozent tätig war. In dieser Zeit bereiste er auch das Zarenreich und veröffentlichte darüber auch einen Bericht.
Im Winter 1882/1882 legte Treumann alle Ämter nieder und wanderte im Frühjahr 1883 in die USA aus. Die erste Zeit verdiente er sich in New York seinen Lebensunterhalt als Lehrer; später fungierte er beim Zickel Verlag als Herausgeber der Deutsch-Amerikanischen Familienblätter.
Neben seinen journalistischen und herausgeberischen Arbeiten entstand mit der Zeit auch ein eigenständiges literarisches Werk.
Treumann starb Silvester 1901 im Alter von 55 Jahren in seiner Wohnung in Williamsburg (Brooklyn) an einem falsch dosierten Magenmittel.

## Werke (Auswahl)
- Aus Verbrecherstamm. Kriminalroman aus dem amerikanischen Leben. Jacobsthal Verlag, Berlin 1897 (Americanische Detektivromane; 1).
- Drei Bräute. Roman aus dem amerikanischen Leben. Verlag Richter, Chemnitz 1896.
- Im Land des Yankee-Doodle. Neun Humoresken aus dem amerikanischen Leben. Verlag Schupp, München 1896.
- In der Gewalt des Bösen. Amerikanischer Roman.
- Das Kind der Tänzerin. Roman aus dem amerikanischen Leben. Verl Stiepel, Reichenberg 1897.
- 86.000 Dollars. Kriminalnovelle aus dem amerikanischen Leben. Jacobsthal, Berlin 1897 (Americanische Detektivromane; 2).
- Was ein Weib will. Amerikanischer Roman. Bensheimer Verlag, Mannheim 1896 (2 Bde.).